# Ashfield (Nouvelle-Galles du Sud)
Pour les articles homonymes, voir Ashfield.
Ashfield est une ville-banlieue australienne de l'agglomération de Sydney, située dans la zone d'administration locale d'Inner West en Nouvelle-Galles du Sud.

## Géographie
Ashfield se trouve à environ 9 kilomètres au sud-ouest du centre d'affaires de Sydney.

## Démographie
| Année | Population |
| ----- | ---------- |
| 2016  | 23 841     |
| 2021  | 23 012     |

## Galerie

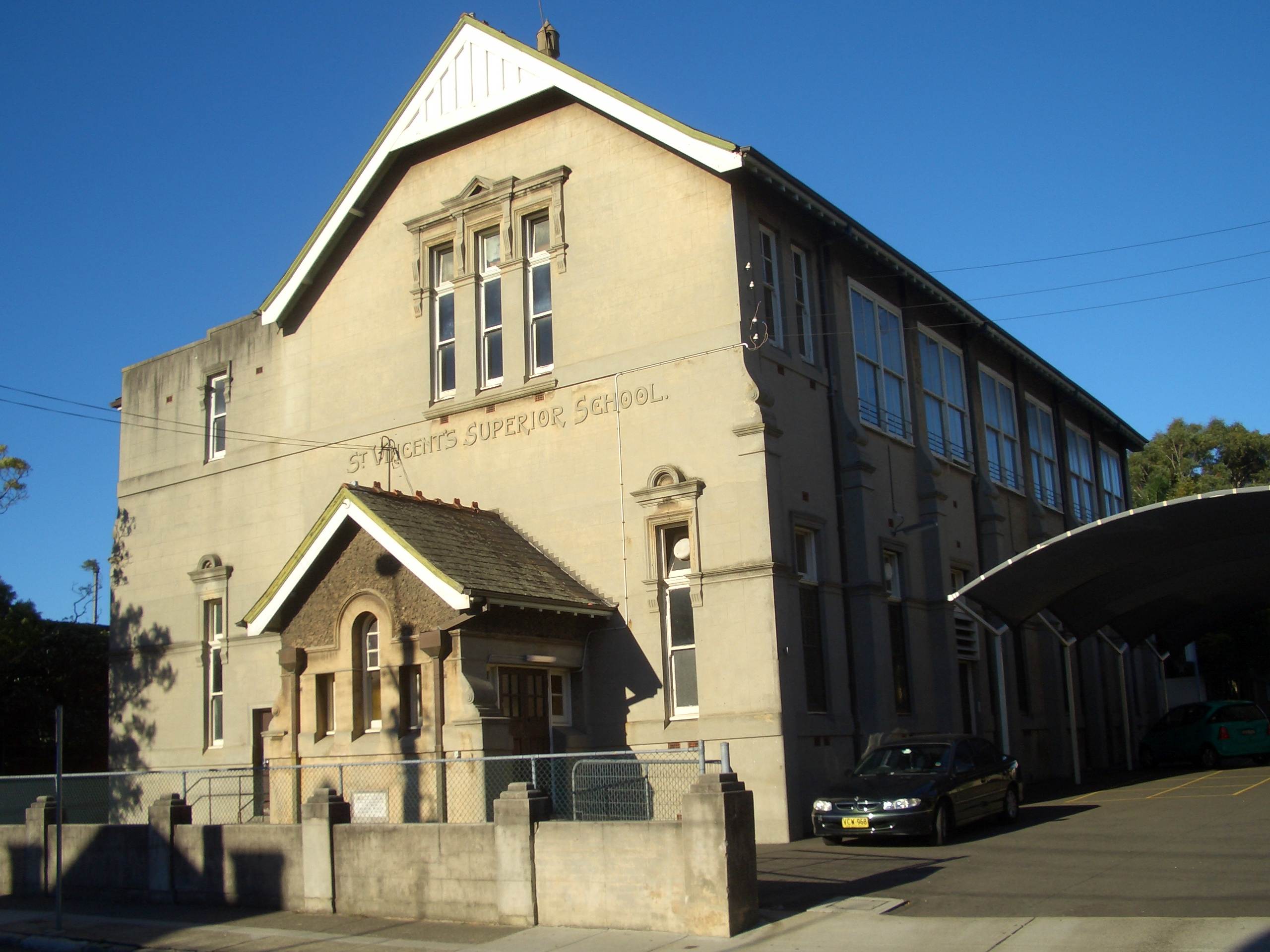
École Publique St Vincent
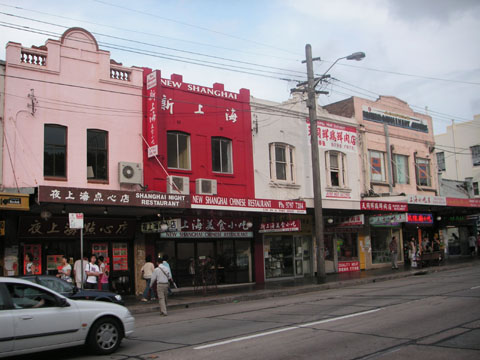
Restaurants chinois sur Liverpool Road
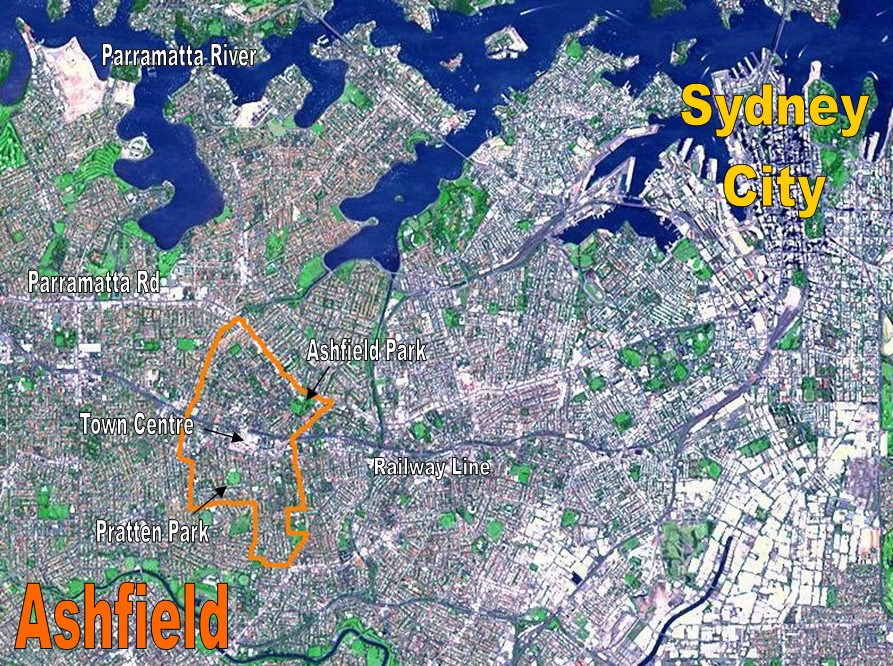
Ashfield, vue par satellite
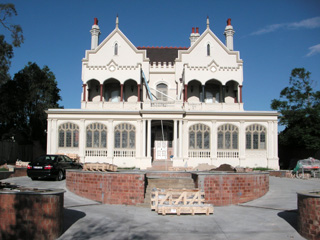
Château d'Ashfield